# 에어포트 타이쿤
《에어포트 타이쿤》(Airport Tycoon)은 2000년에 윈도우 95와 윈도우 98용으로 발매된 경영 시뮬레이션 게임이다. 영국의 크리살리스 소프트웨어(Krisalis Software, 현재 이 회사는 존재하지 않는다)가 개발했다. 에어포트 타이쿤에서 플레이어는 공항을 파산없이 성공적으로 관리해야 한다. 본래 이 게임은 Airport Inc와 Airport Mogul이라는 이름으로 출시될 예정이었으나 출시 몇 주 전 크리살리스 소프트웨어는 일부 시장에서 게임명을 바꿔서 출시했다. 또한, 크리살리스 소프트웨어는 에어포트 타이쿤을 출시한 지 얼마 되지 않아 회사가 없어져 버렸다.
2003년 2월, 글로벌 스타 소프트웨어가 속편으로 에어포트 타이쿤 2를, 같은 해 10월에는 에어포트 타이쿤 3을 발표했다.